# Ме
В шумерската митология ме (шумерски, /me/ или /mi/) или ŋe (/ŋе/) или парсу (акадски) са законите и правилата на боговете, божествени, тайнствени сили, даващи основата на онези социални институции, религиозни практики, технологии, поведения и човешки състояния, които правят цивилизацията възможна, каквито представи са имали шумерите за нея. Те са основни за шумерското разбиране на връзката между човешкия род и боговете. Според това разбиране ме управляват вселената от нейното създаване и поддържат вечния кръговрат на мирозданието. Всяка космическа единица получава сила ме, която ѝ дава възможност да се усъвършнства в рамките на нейното основно предназначение.
Според някои митове, отначало ме били зависими от бог Енлил, който ги усъвършенствал и предал на бог Енки. Богинята Инана в желанието си да помогне на любимия си град Урук откраднала от бог Енки някои ме, които били решаващи за развитието на човешката цивилизация. Ме притежавали и боговете, като върховните божества Ан и Енлил били надарени с тях в най-голяма степен.